# ساشا مولدوفان
ساشا مولدوفان (بالإنجليزية: Sacha Moldovan)‏ هو رسام أمريكي، ولد في 4 نوفمبر 1901 في كيشيناو في مولدوفا، وتوفي في 1982 في نيويورك في الولايات المتحدة.